# 文部科学省施設整備汚職事件
文部科学省施設整備汚職事件（もんぶかがくしょうしせつせいびおしょくじけん）とは文部科学省文教施設企画部を巡る汚職事件である。

## 概要
文部科学省文教施設企画部長は2004年から2006年にかけて国立大学施設整備の補助金の額や配分などに関する情報を五洋建設子会社顧問に漏らし、見返りに計270万円の賄賂を受け取っていた。五洋建設子会社顧問は文教施設企画部長から聞き出した情報を複数の業者に流し、謝礼を受け取っていた。
2008年に発覚し、同年4月4日に元文教施設企画部長と五洋建設子会社顧問が逮捕された。元文教施設企画部長は270万円の収賄罪で、五洋建設子会社顧問は公訴時効が成立していない50万円の贈賄罪で、それぞれ起訴された。同年10月に東京地裁は五洋建設子会社顧問に贈賄罪で懲役1年執行猶予3年（求刑・懲役1年）、元文教施設企画部長に収賄罪で懲役2年執行猶予3年追徴金270万円（求刑・懲役2年追徴金270万円）の有罪判決がそれぞれ言い渡された。
また、元文教施設企画部長に誘われて文科省文教施設企画部職員7人が接待を受けていたことが判明し、関与が従属的だったことや物品提供が収賄罪の公訴時効が成立していたことから起訴はされなかったものの、3人が懲戒免職処分、4人が減給処分となった。

## 国会議員との関わり
五洋建設子会社顧問は元自民党参議院議員の柳川覚治（事件発覚当時死去）の私設秘書を務めていた。柳川は旧文部省管理局長であり、国会議員としては、工事を受注する業者団体である文教施設協会会長として大きな影響力を持っていた。また、逮捕された元文教施設企画部長は柳川のかつての部下であり、五洋建設子会社顧問は柳川の私設秘書という立場で元文教施設企画部長と親しかった。